# George Tuska
George Tuska   (Hartford, 26 d'abril de 1916 - Manchester, 16 d'octubre de 2009) que a principis de la seva carrera va utilitzar una varietat de pseudònims com Carl Larson, va ser un dibuixant de còmics i diaris nord-americà més conegut pel seu treball a la sèrie de gènere policíac, Crime Does Not Pay i Captain Marvel, del 1940 i pel seu treball dels anys 60 il·lustrant Iron Man i altres personatges de Marvel Comics. També va dibuixar la tira còmica del diari DC Comics The World's Greatest Superheroes de 1978 a 1982.

## Biografia
George Tuska va néixer a Hartford, Connecticut, el més petit dels tres fills d'immigrants russos Harry i Anna Onisko Tuska, que s'havien conegut a la ciutat de Nova York. Els germans de George, Peter, el gran, i Mary, el fill mitjà, van néixer a la ciutat de Nova York. Anys més tard, Mary va morir mentre donava a llum el seu segon fill, que va néixer mort. Harry, el capatàs d'una empresa de pneumàtics d'automòbils de Hartford, va morir quan George tenia 14 anys. Llavors Anna va obrir un restaurant a Paterson, Nova Jersey, on tenia parents, i més tard es va tornar a casar. Als 17 anys, Tuska es va traslladar a la ciutat de Nova York, dormint amb la seva cosina Annie, i un any més tard va començar a assistir a la National Academy of Design. Les seves influències artístiques inclouen els il·lustradors Harold von Schmidt, Dean Cornwell i Thomas Lovell, i els dibuixants de còmics Lou Fine, Hal Foster i Alex Raymond. En algun moment primerenc, va fer seva primera feina, dissenyant bijuteria femenina.

Llavors, Tuska va començar a treballar per a comic book packager Eisner &amp; Iger, una de les poques empreses de l'època que subministraven còmics sota demanda per als editors que entraven al nou mitjà. El seu primer treball de còmic publicat conegut va aparèixer a Mystery Men Comics, núm.1 de Fox Comics i Wonderworld Comics núm.4, ambdós amb data de portada de l'agost de 1939. Tuska a mitjans dels anys 2000 va recordar: 
| « | Tuska era perfectament competent, i el seu art per a títols com Iron Man i The Incredible Hulk [sic] Tuska mai va escriure a llapis aquesta ni cap altra sèrie de Hulk, i va escriure menys de cinc números. L'historiador Mark Evanier assenyala a la seva "Reflections on Geo. Tuska", que "L'únic número (només un) que presenta el seu dibuix va ser un cas per a un altre còmic de sobte i Marvel va ser un cas per a un altre còmic de sobte. Hulk amb pressa, van agafar la història de Tuska, van fer que un altre artista dibuixés el tipus de pell verda en un parell de panells i el va publicar com a número de L'increïble Hulk Pot ser que va ser el millor moviment per tirar un llibre a temps, però George mai va tenir l'oportunitat de mostrar què podia fer en el còmic de Hulk és decent, encara que no és espectacular, però el seu dibuix es va provar tan ràpidament, i tan essencialment sense sabor, que es va convertir en el rei del tema de l'ompliment, fent un salt per oferir un treball insípid i oblidable cada vegada que algú més va saltar una data límit. alguns artistes joves, però actuaven com a camisa de força artística per a d'altres. | » |

A Eisner & Iger, Tuska va dir el 2001: "Vaig treballar al costat de Bob Powell, Lou Fine i Mike Sekowsky". Els seus col·legues d'estudi van créixer més tard fins a incloure els artistes Charles Sultan, John Celardo i Nick Cardy, i l'escriptor Toni Blum. L'escriptor-artista i cofundador de la companyia, Will Eisner, va recordar l'època: "Va ser un grup amable, i suposo que tenia la mateixa edat que els nois més joves d'allà. Tots ens vam portar bé. Els únics que es van renyir van ser George Tuska i Bob Powell. Un dia, en George en va tenir prou, es va aixecar i va colpejar Bob Powell" El Tuska, d'altra manera suau, pensant que els còmics "durarien dos o tres anys, una moda", més tard va marxar a buscar treballs que no fossin còmics. Després de dues setmanes, però, es va trobar amb els seus companys Sultan i Dave Glaser, de camí per trobar-se amb l'empaquetador de còmics Harry "A" Chesler. Tuska, convidat, es va incorporar a l'estudi de Chesler, treballant-hi el 1939 i el 1940, guanyant 22 dòlars a la setmana, augmentant a 42 dòlars a la setmana en sis mesos. Al costat de col·legues que incloïen Sultan, Ruben Moreira, Mac Raboy i Ralph Astarita, Tuska va ajudar a subministrar contingut per a publicacions de Fawcett Comics com Captain Marvel Adventures. Més tard, quan Fiction House, client d'Eisner-Iger, va formar el seu propi estudi per produir treballs al personal, Tuska va deixar Chesler per unir-se a Cardy, Jim Mooney, Graham Ingels i altres artistes.
Tuska va produir una quantitat prodigiosa de treball que incloïa, per a Fiction House, el llargmetratge d'aventures del Mar del Sud "Shark Brodie" (sota el pseudònim de George Aksut) i el llargmetratge d'investigació "Hooks Devlin", tots dos per a Fight Comics; la funció de ric vigilant "Glory Forbes" a Ranger Comics; i "Jane Martin" a Wings Comics. Abans i durant els seus sis anys a Fiction House, Tuska va treballar com a autònom com l'aventura marinera de l'Atlàntic Nord "Spike Marlin" (com Carl Larson) a Speed Comics de Harvey Comics ; "Wing Turner" (com a Floyd Kelly) per a Mystery Men Comics de Fox Comics; "Archie O'Toole" (com a Bud Thomas) a Smash Comics de Quality Comics i "Cosmic Carson" (com a Michael Griffith ) a Science Comics de Fox.
En algun moment, Tuska va tornar a treballar per a Will Eisner, ara separat de Jerry Iger, amb un grup d'artistes com Alex Kotzky i Tex Blaisdell. "Mentre amb l'Eisner, vaig escriure a llapis algunes històries sobre l'Esperit i l'Oncle Sam ". (El primer treball de l'Oncle Sam de Tuska va ser la portada i pràcticament totes les històries de l'Oncle Sam Quarterly  3, amb data de portada a l'estiu de 1942.) Independentment, el director d'art de Fawcett, Al Allard, li va assignar per dibuixar "unes quantes històries més del Capitana Marvel. Allard m'havia demanat que m'acostés el més possible a la manera com el Capitana Marvel havia aparegut per primera vegada a Whizt Comics,de nou". El primer treball de Captain Marvel de Tuska va aparèixer a Captain Marvel Adventures núm.2-4 (estiu de 1941, tardor de 1941 i amb una data estranya el 31 d'octubre de 1941).
Reclutat a l'exèrcit nord-americà cap a l'any 1942, Tuska estava destinat a la 100a Divisió de Fort Jackson a Columbia, Carolina del Sud, on va treballar al quarter general d'Artilleria com a  dibuixant. Va ser llicenciat honoríficament com a privat de primera classe després d'un any per raons que l'artista no va especificar. Tornant a casa, va tornar a parlar amb Fiction House, dibuixant una sèrie d'històries amb Reef Ryan, Rip Carson, Lady Satan, el western Golden Arrow i Camilla, la reina de la selva.

### El crim no paga
Després de la gran popularitat dels superherois durant els anys de la Segona Guerra Mundial, l'atractiu d'aquests personatges va començar a disminuir a la postguerra. Els editors de còmics, que es dedicaven a nous temes i gèneres, van trobar l'èxit en la ficció policial, el còmic més destacat dels quals va ser Crime Does Not Pay de Le Gleason Publications. Tuska aviat es faria un nom com un dels millors artistes de còmics del gènere. Després de començar amb funcions de còpia de seguretat breus i il·lustracions puntuals per a històries de text, Tuska estava dibuixant les històries principals i més per Crime Does Not Pay núm.50 (març de 1947).

### dècada de 1950
El primer treball de Tuska per al futur Marvel Comics va arribar el 1949, quan la companyia predecessora de Marvel, Timely Comics, estava fent la transició a la seva iteració dels anys 50, Atlas Comics. El seu primer crèdit confirmat és la història de set pàgines "Justice Has a Heart" a Casey - Crime Photographer, núm. 1 (agost de 1949). Ràpidament va passar a dibuixar una gran quantitat de gèneres per a Atlas, inclosa la ficció criminal (en títols com Crime Can't Win, Crime Exposed, Private Eye, Justice, Amazing Detective Cases i All True Crime Cases Comics; ficció militar (Men in Action, War Combat, Man Comics, Battlefield, and Battle); Terror (Adventures into Weird Worlds, Adventures into Terror, Mystic, Menace, and Strange Tales); i, particularment, els westerns (Black Rider, Gunsmoke Western, Kid Colt, Outlaw, Red Warrior, Texas Kid, Two-Gun Kid, Western Outlaws & Sheriffs, Wild Western, i molts altres) fins al 1957, alhora que també contribuïa ocasionalment a Lev Gleason i St. John Publications.
Simultàniament al principi, de 1954 a 1959, Tuska va assumir el relleu com a escriptor-artista de la fallida tira còmica d'aventures Scorchy Smith, subministrant "dibuixos atractius i arguments interessants, però ja era massa tard". La tira acabaria el 1961. Aleshores, Tuska havia passat a la llarga tira de còmics de ciència-ficció Buck Rogers, de la qual va ser l'artista final, dibuixant tant la tira diària com la del diumenge des d'abril de 1959 fins a 1965, i el diari només des de llavors fins al 1967, quan es van cancel·lar tant el diari com el diumenge.

### L'edat de plata
Prop de la cancel·lació de la tira diària de Buck Rogers, Tuska va tornar a trobar una casa autònoma al que ara era Marvel Comics, aleshores en tota l'amplitud del que els historiadors i fans anomenen l'Edat de Plata dels còmics. "Vaig trucar a [l'editor en cap] Stan [Lee] i em va dir: 'Vinga', va recordar Tuska a mitjans dels anys 2000. La seva primera història de Marvel, una funció de " Tales of the Watcher " a Tales of Suspense núm. 58 (novembre de 1964), incloïa una introducció especial de Lee, celebrant el retorn del gran de l'Edat d'Or.
Tuska es va convertir en un puntal de Marvel, dibuixant i ocasionalment entintant altres artistes en sèries tan diverses com Ghost Rider, Sub-Mariner i The X-Men. La seva sèrie signatura es va convertir en Iron Man, en la qual va gaudir d'un recorregut de gairebé 10 anys, de vegades interromput breument, des del número 5 (setembre de 1968) fins al número 106 (gener de 1978). Ell i l'escriptor Archie Goodwin van crear el personatge,  Controller com a antagonista a Iron Man núm.12 (abril de 1969).
L'historiador de còmics Les Daniels va assenyalar que quan Goodwin, Tuska i l'entintador Billy Graham van llançar Luke Cage, Hero for Hire el 1972, "va ser el primer còmic de Marvel que va agafar el títol d'un personatge negre". Shanna the She-Devil va ser creada per Carole Seuling, Steve Gerber i Tuska en el primer número homònim de la sèrie d'aquest personatge. Va ser un dels artistes de la sèrie de pel·lícules amb llicència Planet of the Apes. Com que Marvel no tenia els drets de semblança de Charlton Heston, l'estrella de la pel·lícula, un dels advocats de la 20th Century Fox va insistir en els canvis al dibuix de Tuska. L'editor Roy Thomas va creure que Tuska "acabava de fer un noi guapo, però no semblava a Heston... no pots discutir. Si algú diu que sembla Charlton Heston i li preocupa que el denunciï, no pots dir 'no' perquè simplement no donarien l'aprovació".
The A.V. Club inserit a The Onion va escriure, poc abans de la mort de Tuska el 2009, que,
| «               | ... els seus dissenys eren sens dubte més imaginatius que l'estàndard de l'època, i la manera en què personatges com Luke Cage mantenien gran part de la seva força a les espatlles i els cops de les cames cap amunt a través del tors va trair el seu coneixement de la força i la forma física. El seu floriment característic podria haver estat personatges en moviment detingut, enrotllats per preparar-se per a la violència com tants herois de polpa d'una generació anterior, les cames obertes en forma d'una base propera preparada per al que podria venir després. ... Tuska va consolidar la seva reputació com un dels artistes de superherois més emblemàtics de la dècada de 1970: dues generacions completes després d'entrar als còmics. | » |
| — Tom Spurgeon, | |   |

Aquesta valoració del treball Marvel de Tuska no es comparteix àmpliament. John Romita Sr., director artístic de facto i posteriorment oficial de Marvel durant aquest període, va trobar Tuska "tan versàtil. Podia fer de tot. Quan Stan sabia que un noi podia fer qualsevol cosa, el va utilitzar de totes les maneres possibles i imaginables. George era un artista infernal i molt versàtil i molt ràpid... Tenia una demanda". L'escriptor de còmics i col·laborador de Tuska Tony Isabella va escriure: "M'encantaria veure una col·lecció Best of George Tuska que inclogués el seu crim, misteri, romanç, guerra i històries occidentals. Va aportar tanta emoció i talent a aquests gèneres com ho va fer als còmics de superherois". El periodista i historiador de còmics Tom Spurgeon va escriure: 
| «        | Vaig anar a l'escola d'art al mateix temps que estava fent disseny de bijuteria. Vaig presentar una sol·licitud amb una agència professional de la ciutat de Nova York. Els vaig dir que podia fer dibuixos, dibuixos. Una setmana més tard, vaig rebre una trucada d'Eisner-Iger, demanant-me que enviés algunes mostres. ... [Eisner] va dir: "Això està força bé, però no fem aquestes coses [dibuixos]". Em va ensenyar un còmic i em va dir: "Això és el que volem". ... Vaig anar a casa i vaig fer una pàgina: tota una història en una pàgina. Quan el vaig tornar, el va comprar per 5 dòlars. Va dir: "Ens agradaria que treballessis per a nosaltres". Així vaig començar. ... Vaig deixar l'escola. ... Vaig guanyar 10 dòlars per setmana. | » |
| — Tuska, | |   |

### Carrera posterior i mort
Més tard, per a DC Comics, Tuska va dibuixar personatges com Superman, Superboy i Challengers of the Unknown. Va tenir una tira còmica durant quatre anys dibuixant The World's Greatest Superheroes de 1978 a 1982, amb tinta de Vince Colletta. En aquest moment, la seva salut s'havia convertit en un handicap; Jim Shooter, que va escriure un número de Daredevil dibuixat per Tuska el 1977, va recordar que "George Tuska estava al final de la seva brillant carrera, era majoritàriament sord, la comunicació era difícil i, tot i que de tant en tant mostrava llampecs que el van convertir en un gran artista de renom en la seva època, no crec que el seu millor treball fos a Daredevil ". Tuska va dibuixar la sèrie limitada Masters of the Universe de DC el 1982.
Retirat del dibuixar còmics en actiu a partir de la dècada de 2000, Tuska al final de la vida es va traslladar de Hicksville, Nova York, a Long Island, a Manchester Township, Nova Jersey, amb la seva dona Dorothy ("Dot"), on va fer dibuixos per encàrrec. La parella va tenir tres fills, Barbara, Kathy i Robert. Tuska va morir el 2009 "prop de la mitjanit entre el 15 d'octubre i el 16 d'octubre", oficialment en aquesta darrera data. El seu darrer dibuix de còmics publicat va ser una de les quatre variants de portada de Dynamite Entertainment's Masquerade núm. 2 (març de 2009).

## Premis
Tuska va rebre el 1997 el premi Inkpot de la indústria.

### DC Comics
- Action Comics núm.409, 486, 550 (1972–1983)
- Adventure Comics núm.493–494 (1982)
- The Brave and the Bold núm.88 (1970)
- Challengers of the Unknown núm.73–74 (1970)
- Detective Comics núm.486, 490 (1979–1980)
- Falling In Love núm.118, 141, 143 (1970–1973)
- Fury of Firestorm núm.17–18, 31, 45 (1983–1986)
- Ghosts núm.2–4 (1971–1972)
- Girls' Love Stories núm.144, 152, 154–155, 158, 160, 165 (1969–1972)
- Girls' Romances núm.147, 150, 154, 157 (1970–1971)
- Green Lantern núm.166–168, 170 (1983)
- Heart Throbs núm.128–129 (1970)
- House of Mystery núm.207, 293–294, 316 (1972–1983)
- House of Secrets núm.86, 90, 95, 104 (1970–1973)
- Infinity, Inc. núm.11 (1985)
- Justice League of America núm.153, 228, 241–243 (1978–1985)
- Legion of Super-Heroes vol. 2 núm.308 (1984)
- Masters of the Universe núm.1–3 (1982–1983)
- Mystery in Space núm.115, 117 (1981)
- Secret Origins vol. 2 núm.4, 9 (1986)
- Superboy núm.172–173, 176, 183 (1971–1972)
- Superboy and the Legion of Super-Heroes núm.235 (1978)
- The Superman Family núm.203, 207–209 (1980–1981)
- Tales of the Legion of Super-Heroes núm.314–317 (1984)
- Tales of the Unexpected núm.34 (1959)
- Teen Titans núm.27, 31, 33–39 (1971–1972)
- The Unexpected núm.117–118, 120, 123–124, 127, 129, 132, 134, 136, 139, 152, 180, 200 (1970–1980)
- Weird War Tales núm.103, 122 (1981–1983)
- Wildcats: Mosaic núm.1 (2000)
- The Witching Hour núm.11–12, 19 (1970–1972)
- World's Finest Comics núm.250–252, 254, 257, 283–284, 308 (1978–1984)
- Young Romance núm.172 (1971)

### Marvel Comics
- 3-D Action núm.1 (1954)
- Adventures into Terror núm.14, 18 (1952–1953)
- Adventures into Weird Worlds núm.1, 12, 15 (1952–1953)
- All-True Crime núm.48, 51 (1952)
- Amazing Detective Cases núm.10 (1952)
- Arizona Kid núm.6 (1952)
- Astonishing núm.27 (1953)
- Astonishing Tales núm.5–6 (Doctor Doom); núm.8 (Gemini) (1971)
- The Avengers núm.47–48, 51, 53–54, 106–107, 135, 137–140, 163 (1967–1977)
- Battle núm.11, 15, 23, 30, 32 (1952–1954)
- Battle Action núm.2, 29 (1952–1957)
- Battle Ground núm.11, 15–16 (1956–1957)
- Battlefield núm.3 (1952)
- Battlefront núm.22, 37 (1954–1955)
- Black Goliath núm.1–3 (1976)
- Black Rider núm.12, 18–21 (1951–1954)
- Captain America núm.112, 215 (1969–1977)
- Captain Marvel núm.54 (1978)
- Casey – Crime Photographer núm.1 (1949)
- Champions núm.3–4, 6–7, 17 (1976–1978)
- Cowboy Action núm.11 (1956)
- Creatures on the Loose núm.30–32 (Man-Wolf) (1974)
- Crime Can't Win núm.3 (1951)
- Crime Cases Comics núm.5, 9, 12 (1951–1952)
- Crime Exposed núm.3–4 (1951)
- Crime Must Lose núm.9 (1951)
- Daredevil núm.39, 145, Annual núm.4 (1968–1977)
- Defenders núm.57 (1978)
- Dracula Lives! núm.13 (1975)
- Frontier Western núm.2, 10 (1956–1957)
- G.I. Tales núm.4 (1957)
- Ghost Rider núm.13–14, 16 (1975–1976)
- Gunhawk núm.13, 33–34 (1951–1956)
- Hero for Hire núm.1–3, 5, 7–12 (1972–1973)
- The Incredible Hulk vol. 2 núm.102, 105–106, 218 (1968–1977)
- Iron Man núm.5–13, 15–24, 32, 38, 40–46, 48–54, 57–61, 63–72, 78–79, 86–92, 95–106, Annual núm.4 (1968–1978)
- Journey into Mystery núm.11 (1953)
- Journey into Unknown Worlds núm.3, 10, 14 (1951–1952)
- Jungle Action núm.2 (1954)
- Jungle Tales núm.2 (1954)
- Justice núm.15, 18, 31, 33, 37, 40–41, 48 (1950–1954)
- Ka-Zar núm.2–3 (Angel backup stories) (1970–1971)
- Kent Blake of the Secret Service núm.5 (1952)
- Kid Colt Outlaw núm.16, 24, 32, 34–35, 63 (1951–1956)
- Lorna the Jungle Girl núm.6 (1954)
- Man Comics núm.1–2 14, 16, 21, 23–24 (1949–1953)
- Marines in Battle núm.15, 18, 20 (1956–1957)
- Marvel Chillers núm.7 (Tigra) (1976)
- Marvel Premiere núm.26 (Hercules) (1975)
- Marvel Super-Heroes núm.19 (Ka-Zar) (1969)
- Marvel Tales núm.114 (1953)
- Marvel Tales vol. 2 núm.30 (Angel backup story) (1971)
- Marvel Treasury Edition núm.13 (1977)
- Marvel Two-in-One núm.6 (1974)
- Masters of the Universe The Motion Picture núm.1 (1987)
- Men in Action núm.2, 6 (1952)
- Men's Adventures núm.12, 24 (1952–1953)
- Menace núm.1–2, 5 (1953)
- Monsters on the Prowl núm.10 (1971)
- Monsters Unleashed núm.3 (1973)
- My Love núm.2 (1949)
- My Love vol. 2 núm.17 (1972)
- My Own Romance núm.10 (1950)
- Mystery Tales núm.10, 12, 14 (1953)
- Our Love Story núm.20 (1972)
- Outlaw Fighters núm.1–3 (1954)
- Planet of the Apes núm.1–6 (1974–1975)
- Power Man núm.17–20, 24, 26, 28–29, 47 (1974–1977)
- Private Eye núm.1–3 (1951)
- Quick-Trigger Western núm.17 (1957)
- Rawhide Kid núm.14 (1957)
- Red Warrior núm.1 (1951)
- Shanna the She-Devil núm.1 (1972)
- Space Squadron núm.1–3 (1951)
- Spaceman núm.5 (1954)
- Sports Action núm.7 (1951)
- Spy Cases núm.7 (1951)
- Spy Fighters núm.1-2 (1951)
- Strange Tales núm.1, 12, 14, 18–19, 94, 166 (1951–1968)
- Sub-Mariner núm.41–42, 69–71 (1971–1974)
- Super-Villain Team-Up núm.1 (1975)
- Supernatural Thrillers núm.6 (Headless Horseman) (1973)
- Suspense núm.5–6, 12, 24 (1950–1952)
- Tales of Justice núm.57, 61–62 (1955–1956)
- Tales of Suspense núm.58 (Watcher); núm.70–74 (Captain America) (1964–1966)
- Texas Kid núm.1, 6 (1951)
- Tower of Shadows núm.3 (1970)
- Two-Gun Kid núm.11, 45 (1953–1958)
- War Action núm.2, 8, 10 (1952–1953)
- War Adventures núm.1 (1952)
- War Comics núm.22 (1953)
- Western Outlaws núm.2, 6, 15 (1954–1956)
- Western Outlaws and Sheriffs núm.64, 69–72 (1950–1952)
- What If ... ? núm.5 (Captain America) (1977)
- Wild Western núm.21, 27, 29, 32, 37 (1952–1954)
- Worlds Unknown núm.7–8 (The Golden Voyage of Sinbad adaptation) (1974)
- X-Men núm.43–46 (1968)
- Young Men núm.6–7, 21–23 (1950–1953)

### Publicacions de Lev Gleason
- Black Diamond Western núm.10, 48 (1949–1954)
- Còmics de nois núm. 30, 57, 70, 98, 101, 105, 113, 115 (1946–1955)
- El noi estima la noia núm.42, 46 (1954)
- El noi coneix la noia núm.1 (1950)
- Crim i càstig núm. 2–3, 28, 30, 33, 42, 64–64, 70 (1948–1954)
- El crim no paga núm.22, 47–54, 56–64, 66–68, 71–74, 77–78, 80–81, 86–87, 99, 110, 114, 129–140, Anual núm.1 (1942–1954)
- Desperat núm.4 (1948)
- Lovers' Lane núm.2, 6, 40 (1949–1954)

### Còmics de Fawcett
- Captain Marvel Adventures núm.2–4 (1941)
- Captain Marvel Jr. núm.10 (1943)
- Còmics mestres núm.12–19, 21–23 (1941–1942)

### Quality Comics
- Hit Comics núm.6–8, 18 (1940–1941)
- Còmics nacionals núm. 1–9 (1940–1941)
- Uncle Sam Quarterly núm.3–4 (1942)

### Torre de còmics
- Dinamo núm. 2–3 (1966–1967)
- THUNDER Agents núm.7–8, 10, 13–17, 19 (1966–1968)